# Saint-Léger-du-Bourg-Denis
Saint-Léger-du-Bourg-Denis là một xã thuộc tỉnh Seine-Maritime trong vùng Normandie miền bắc nước Pháp.

### Huy hiệu
| Arms of Saint-Léger-du-Bourg-Denis | The arms of Saint-Léger-du-Bourg-Denis are blazoned: Gules, a chevron between 2 leopards heads and a spindle bendwise sinister argent. |

## Dân số
| 1962                                            | 1968 | 1975 | 1982 | 1990 | 1999 | 2006 |
| ----------------------------------------------- | ---- | ---- | ---- | ---- | ---- | ---- |
| 1925                                            | 2144 | 2381 | 2953 | 2772 | 3124 | 3292 |
| Starting in 1962: Population without duplicates |      |      |      |      |      |      |